# Gauliga Ostpreußen 1941/42
Die Gauliga Ostpreußen 1941/42 (offiziell: Bereichsklasse Ostpreußen 1941/42) war die neunte Spielzeit der Gauliga Ostpreußen des Fachamtes Fußball. Wie im letzten Jahr gewann VfB Königsberg vor dem SV Preußen Mielau die Gaumeisterschaft, welche im Rundenturnier ausgetragen wurde, und qualifizierte sich somit für die deutsche Fußballmeisterschaft 1941/42. Nach Siegen über HUS Marienwerder und SG Ordnungspolizei Litzmannstadt erreichte Königsberg das Viertelfinale und schied nach einer knappen 1:2-Auswärtsniederlage gegen Blau-Weiß 90 Berlin aus.
Die Gauliga Ostpreußen wurde in dieser Saison erneut mit acht Mannschaften ausgespielt. Der LSV Richthofen Neukirchen zog sich bereits vor Beginn der Hinrunde zurück und wurde durch den Drittplatzierten der letztjährigen Aufstiegsrunde, SC Preußen Insterburg, ersetzt. Doch auch Insterburg zog sich im September 1941 zurück und wurde aus der Tabelle gestrichen. Weiterer Absteiger war der VfB Osterode. Durch den Standortwechsel nach Elbing verließ auch der LSV Heiligenbeil nach dieser Saison diese Spielklasse.

## Kreuztabelle
| 1941/42                       | VfB Königsberg | SV Preußen Mielau | SV Prussia-Samland Königsberg |        | Reichsbahn SG Königsberg | SV Insterburg | VfB Osterode | SC Preußen Insterburg |
| ----------------------------- | -------------- | ----------------- | ----------------------------- | ------ | ------------------------ | ------------- | ------------ | --------------------- |
| VfB Königsberg                |                | 4:2               | 1:2                           | 6:1    | 4:0                      | 4:0           | 9:1          |                       |
| SV Preußen Mielau             | 1:3            |                   | 8:0                           | 7:1    | 9:1                      | 12:0          | 5:0          |                       |
| SV Prussia-Samland Königsberg | 1:6            | 2:0               |                               | +0:0 a | 5:2                      | 5:0           | 1:0          |                       |
| LSV Heiligenbeil              | 0:4            | 3:4               | 0:2                           |        | 4:3                      | 7:0           | 3:2          |                       |
| Reichsbahn SG Königsberg      | 2:5            | 2:3               | 3:0                           | 1:5    |                          | 6:1           | 3:3          |                       |
| SV Insterburg                 | 2:9            | 0:3               | 1:1                           | 3:2    | 2:3                      |               | 3:4          | 5:2                   |
| VfB Osterode                  | 0:6            | 0:9               | 1:3                           | 1:7    | 1:3                      | 0:4           |              | 10:0                  |
| SC Preußen Insterburg         | 0:16           | 0:21              | 2:14                          |        |                          |               |              |                       |

## Abschlusstabelle
| Pl. | Verein                        | Sp. | S  | U | N  | Tore    | Quote | Punkte |
| --- | ----------------------------- | --- | -- | - | -- | ------- | ----- | ------ |
| 1.  | VfB Königsberg (M)            | 12  | 11 | 0 | 1  | 061:120 | 5,08  | 22:20  |
| 2.  | SV Preußen Mielau             | 12  | 9  | 0 | 3  | 063:160 | 3,94  | 18:60  |
| 3.  | SV Prussia-Samland Königsberg | 12  | 8  | 1 | 3  | 022:220 | 1,00  | 17:70  |
| 4.  | LSV Heiligenbeil (N)          | 12  | 5  | 0 | 7  | 033:330 | 1,00  | 10:14  |
| 5.  | Reichsbahn SG Königsberg      | 12  | 4  | 1 | 7  | 029:420 | 0,69  | 09:15  |
| 6.  | SV 05 Insterburg              | 12  | 2  | 1 | 9  | 016:560 | 0,29  | 05:19  |
| 7.  | VfB Osterode (N)              | 12  | 1  | 1 | 10 | 013:560 | 0,23  | 03:21  |
| 8.  | SC Preußen Insterburg b (N)   | 0   | 0  | 0 | 0  | 000:000 | 1,00  | 0:0    |

| (M) | Titelverteidiger              |
| (N) | Aufsteiger aus den 1. Klassen |